# Jamiołki-Piotrowięta
Jamiołki-Piotrowięta – wieś w Polsce położona w województwie podlaskim, w powiecie wysokomazowieckim, w gminie Sokoły.
W latach 1975–1998 miejscowość administracyjnie należała do województwa łomżyńskiego.
Wierni kościoła rzymskokatolickiego należą do parafii  Wniebowzięcia NMP w Sokołach.

## Historia
Według niepotwierdzonych dokumentami przekazów ustnych, wieś powstała w latach 1270–1320. Jest pewne, że wzrost osadnictwa na tym terenie wystąpił w latach 1391–1444. Miejscowość wymieniono w akcie erekcyjnym parafii w Sokołach z roku 1471.
Słownik geograficzny Królestwa Polskiego i innych krajów słowiańskich podaje, że w 1827 r. w Jamiołkach-Piotrowiętach, w 21 domach żyło 126 mieszkańców. W roku 1887 wieś liczyła 203 mieszkańców.
W pobliżu, w roku 1893 zbudowano Kolej Nadnarwiańską z Łap do Ostrołęki.
W roku 1921 naliczono tu 29 budynków z przeznaczeniem mieszkalnym oraz 168 mieszkańców (91 mężczyzn i 77 kobiet). Wszyscy podali narodowość polską.
W okresie międzywojennym w miejscowości funkcjonowała szkoła powszechna.

## Zabytki

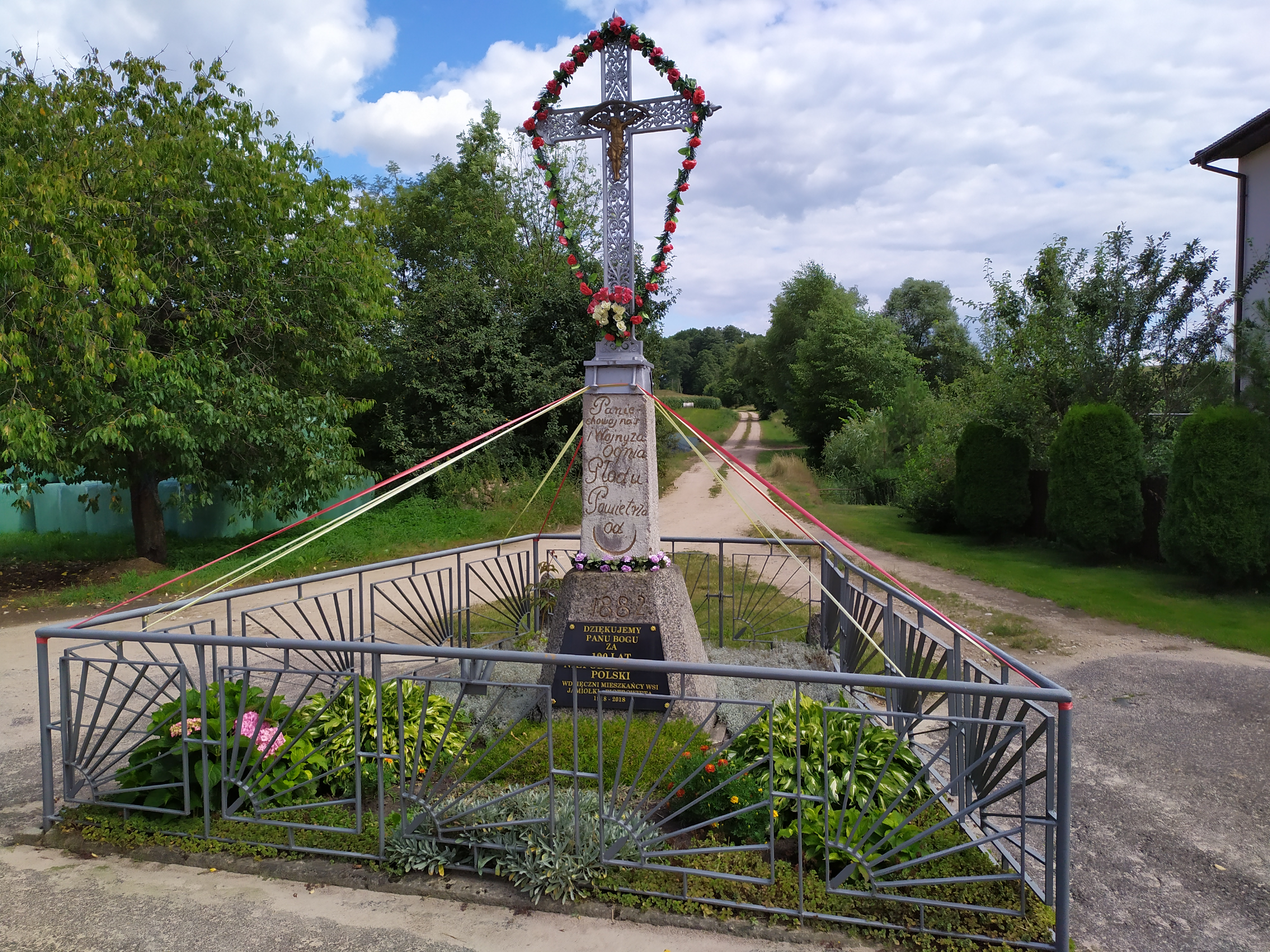
Krzyż przydrożny z 1882 r.

We wsi znajduje się wiadukt dawnego szlaku kolejowego Łapy – Ostrołęka, z końca XIX w. (1893 r.). Wiadukt został zniszczony przez wycofujących się Niemców w 1944 r., obecny został wybudowany w 1954 r.